# 布佐平和台
布佐平和台（ふさへいわだい、Fusa Heiwadai）は、千葉県我孫子市東部にある、JR成田線布佐駅から新木駅にかけて、線路の南側に細長く広がる大規模開発住宅地である。現行行政地名は布佐平和台一丁目から布佐平和台七丁目。郵便番号は270-1108。布佐平和台と東京都心・千葉市との距離は約40kmと同程度であるが、千葉市街へ縦貫する幹線鉄道が存在しないため、圧倒的に都心方面へ通勤・通学する人が多く、東京のベッドタウン化している。

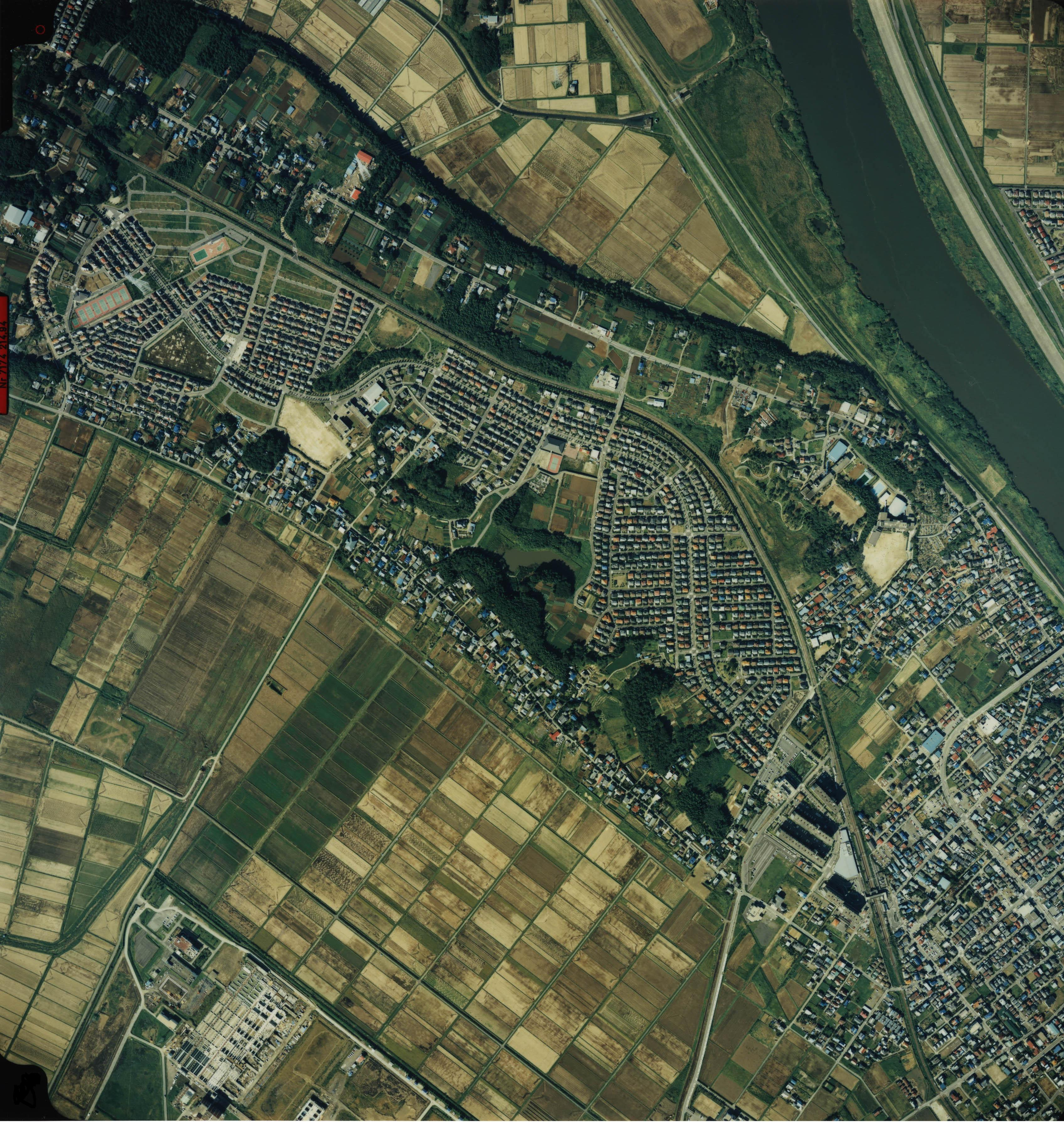
布佐平和台付近の空中写真（1989年）

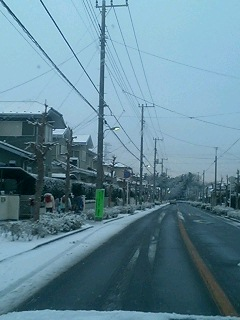
2006年1月の布佐平和台4丁目付近

## 概要
なだらかな丘陵地域であったが、平和不動産株式会社により開発・造成され、1976年（昭和51年）9月より宅地分譲が、1977年3月に戸建住宅分譲が開始された。総開発面積約52万平方メートル、総住宅戸数は1,847戸（戸建住宅1,400戸、マンション447戸）である（2006年現在）。分譲時には以下の4つの条件が提示され住民はこれに同意して購入するという方法がとられた。その条件とは、
- 高さ9m以下の一戸建て（2階建てまで）に限る（アパートの建築は不可）
- 塀は生垣または生垣と金網を併用する
- 土地の区画割りの細分割はしない
- 店舗不可（一部4丁目と5丁目に兼用住宅が建築可能な例外区画がある）

であった。そのため生垣が道路沿いに続く、緑豊な一戸建住宅街になった。
2004年には新木駅南側土地区画整理地（南新木）と道路（やすらぎの道）で接続したため、それまで不便であった平和台5～7丁目の住民の利便性も向上した。
また、2006年11月には、美しい街並みを維持し、素晴らしい住環境を整え、防犯にも積極的に取り組む住民の姿勢が評価されまちづくり月間実行委員会、住宅生産振興財団主催で開かれた「第2回住まいのまちなみコンクール」で、「住まいのまちなみ賞」を受賞した。
前述の条件は現在でも「我孫子市布佐平和台建築協定」と「我孫子市布佐平和台緑化協定」として更新されているが、全住民が更新に賛成しているわけではなく、協定の参加率は約97%となっている。
以上のように住民には「住環境は自分たちで守る」という意識が非常に強いという特徴がみられる。

## 世帯数と人口
2017年（平成29年）4月1日現在の世帯数と人口は以下の通りである。
| 丁目             | 世帯数    | 人口    |
| ---------------- | --------- | ------- |
| 布佐平和台一丁目 | 454世帯   | 933人   |
| 布佐平和台二丁目 | 283世帯   | 623人   |
| 布佐平和台三丁目 | 293世帯   | 652人   |
| 布佐平和台四丁目 | 202世帯   | 469人   |
| 布佐平和台五丁目 | 256世帯   | 624人   |
| 布佐平和台六丁目 | 169世帯   | 408人   |
| 布佐平和台七丁目 | 207世帯   | 506人   |
| 計               | 1,864世帯 | 4,215人 |

## 小・中学校の学区
市立小・中学校に通う場合、学区は以下の通りとなる。
| 丁目             | 番地 | 小学校                 | 中学校               |
| ---------------- | ---- | ---------------------- | -------------------- |
| 布佐平和台一丁目 | 全域 | 我孫子市立布佐小学校   | 我孫子市立布佐中学校 |
| 布佐平和台二丁目 | 全域 | 我孫子市立布佐南小学校 | 我孫子市立布佐中学校 |
| 布佐平和台三丁目 | 全域 | 我孫子市立布佐南小学校 | 我孫子市立布佐中学校 |
| 布佐平和台四丁目 | 全域 | 我孫子市立布佐南小学校 | 我孫子市立布佐中学校 |
| 布佐平和台五丁目 | 全域 | 我孫子市立布佐南小学校 | 我孫子市立布佐中学校 |
| 布佐平和台六丁目 | 全域 | 我孫子市立布佐南小学校 | 我孫子市立布佐中学校 |
| 布佐平和台七丁目 | 全域 | 我孫子市立布佐南小学校 | 我孫子市立布佐中学校 |

## 交通

### 鉄道
- JR成田線 布佐駅
- JR成田線 新木駅

### バス
- 阪東自動車

## 学校

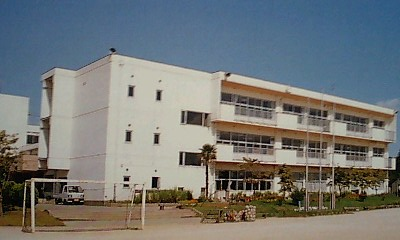
我孫子市立布佐南小学校校舎

### 保育園
- 布佐宝保育園
- 双葉保育園

### 幼稚園
- 布佐台幼稚園
- わだ幼稚園

### 小学校
- 我孫子市立布佐南小学校

## 団地内の施設
- 布佐平和台テニス倶楽部
- 布佐南近隣センター
- 布佐平和台郵便局
- 図書館布佐分館
- 平和台歯科
- 後藤歯科
- 特別養護老人ホーム「アコモード」
- 特別養護老人ホーム「平和の里」[注釈 4]
- 布佐市民の森
- 南公園
- 布佐東消防署
- ハイマート